# Antonio Orgiazzi
Giovanni Antonio Salvatore Orgiazzi detto Antonio il Vecchio (Varallo, 4 luglio 1709 – Varallo, 17 maggio 1788) è stato un pittore italiano, autore di numerosi affreschi e dipinti in molti chiese ed altri edifici religiosi della Valsesia, incluso il Sacro Monte di Varallo, la Chiesa di San Giacomo a Varallo, la Chiesa dei Santi Pietro e Paolo a Boccioleto.

## Biografia
Nel 1748 venne incaricato di decorare la chiesa parrocchiale di Santo Stefano di Piode.
Suoi lavori sono conservati anche nel santuario della Madonna delle Grazie a Rima San Giuseppe (frazione Rima).   Si tratta della Gloria della Trinità dipinta nella cupola del presbiterio e di due ovali affrescati sulla volta della navata che raffigurano l'Assunzione e la Madonna della Misericordia.  Sua anche la ricca decorazione della facciata con la Madonna che regge in braccio il Bambino.